# 조 코백스
조지프 머사이어스 코백스(영어: Joseph Mathias Kovacs, 1989년 6월 28일~)는 미국의 육상 선수로 주 종목은 포환던지기이다. 2016년, 2020년, 2024년 하계 올림픽에서 연속으로 은메달을 획득했으며, 세계 육상 선수권 대회에서 금메달 2개, 은메달 2개, 동메달 1개를 획득했다.